# Joel Asaph Allen
Joel Asaph Allen (19. července 1838 Springfield, Massachusetts, USA – 29. srpna 1921 Cornwall-on-Hudson, New York) byl americký zoolog a ornitolog.

## Život
Studoval na Harvardově univerzitě. Jeho profesorem byl i Louis Agassiz. Účastnil se jeho expedice do Brazílie (Agassiz tvrdil, že na této expedici nalezli důkazy o době ledové) a několika dalších po Spojených státech.

## Dílo
- Mammals and Winter Birds of Eastern Florida (1871)
- The American Bisons (1876)
- Monographs of North American Rodentia (s Elliottem Couesem, 1877)
- History of North American Pinnipedia (1880)
- Mammals of Patagonia (1905)
- The Influence of Physical Conditions in the Genesis of Species (1905)
- Ontogenetic and Other Variations in Musk-Oxen (1913)